# Nieves López Pastor
María de las Nieves López Pastor (Cabra, 8 de abril de 1901 - Úbeda, 23 de marzo de 1978) fue una profesora, linotipista y poeta española perteneciente a la Generación del 27. Estudió en la Residencia de Señoritas de Madrid y se licenció en Derecho en la Facultad de Filosofía y Letras de la Universidad Central de Madrid.

## Trayectoria
Nació en la localidad cordobesa de Cabra el 8 de abril de 1901, en una familia de la burguesía rural. Entre 1907 y 1911, estudió en el Colegio San José de Calasanz, en una época en la que la escolarización solía retrasarse, al menos, hasta los 8 años. Después, ingresó en el Instituto Nacional de Secundaria Enseñanza Aguilar y Eslava.
El 11 de enero de 1923, aún siendo menor de edad, consiguió la emancipación legal, algo poco común para la época. En 1925 se matriculó en la Facultad de Derecho de la Universidad Central de Madrid. Al menos desde 1932, ejerció como linotipista. El 3 de agosto de ese año, publicó un artículo en El Heraldo. Obtuvo el título de derecho en 1933. También obtuvo el título de Taquígrafa en la Escuela Central de Madrid.
Entre 1928 y 1929, estuvo en la Residencia de Señoritas, donde convivió con Delhy Tejero o Josefina Carabias, entre otras. Al menos desde 1935, convivió y mantuvo una relación sentimental con María del Reposo de Urquía García-Junco, que fue una de las primeras amistades que tuvo Federico García Lorca fuera de Granada. López Pastor y su pareja Reposo de Urquía, estuvieron vinculadas con el Círculo Sáfico de Madrid y a otros espacios intelectuales como el Lyceum Club Femenino. En este ambiente universitario es donde se vincula a López Pastor con la Generación del 27. López Pastor mantuvo una larga relación epistolar con Gabriela Mistral, a la que le dedicó varios poemas, y a la que presentó a Alfonso Hernández-Catá.
En 1936, ya era miembro del Cuerpo de Auxiliares de Servicios Técnicos de la Armada (CASTA), y cuando estalló la guerra civil, trabajaba en Madrid como operaria para la Imprenta del Ministerio de Marina. No participó en el conflicto armado.
Sufrió la represión franquista por su defensa de los ideales republicanos, siendo depurada de su puesto de funcionaria. El 17 de mayo de 1940, en Consejo de Guerra, fue condenada a pena de cárcel por su vinculación con la resistencia al colaborar con sus poemas y artículos en revistas de índole progresista como la revista Avante o el Semanario del Hogar Marino. Cumplió prisión preventiva en la Cárcel de mujeres de Ventas hasta que se firmó la sentencia el 12 de julio de 1940, que la condenaba a “seis meses y un día de prisión menor con la accesoria legal de deposición de empleo, sirviéndole de abono la totalidad de la prisión preventiva sufrida”. Cumplió condena en el campo de concentración franquista de Burgo de Osma (Soria).[cita requerida] El 19 de octubre de 1940, fue dada de baja del Cuerpo de Auxiliares de Servicios Técnicos de la Armada.
Al menos hasta el 28 de septiembre de 1946, siguió residiendo en Madrid junto a Reposo de Urquía, aunque en una situación precaria, tal y como le confesó a Mistral. El 1 de octubre de 1946 comenzó a trabajar en la biblioteca y el archivo municipal de Villanueva del Arzobispo, donde se trasladó junto a su pareja. Poco después se convirtió en maestra del Colegio Municipal Nuestra Señora de la Fuensanta de esa localidad, en el que impartió clases de filosofía, literatura y arte. Junto a Reposo de Urquía, consiguió reorganizar y ampliar los fondos de la biblioteca municipal.
Como escritora, en 1948 participó en el homenaje a Juan Soca. Participó en la escritura de la obra de 1954, Aportación a una posible historia de Villanueva del Arzobispo. Realizó diversas publicaciones en prensa y revistas locales, como La Opinión de Cabra y El egabrense. En 1965, sus poemas formaron parte de la compilación poética de varios autores, como Juan Soca, titulada Ala al viento. En su obra, dedicada en gran parte al mundo rural y a las tradiciones locales, se aprecia una preocupación ecológica y social, reflejando algunos de sus poemas también las dificultades de vivir de acuerdo a sus sentimientos, por su condición disidente.
En 1956 terminó sus estudios de Filosofía y Letras en la Universidad Central, especializándose en Historia, presentando como trabajo final de licenciatura el texto La mujer en la obra de Séneca. Durante su etapa como maestra en Villanueva del Arzobispo, contribuyó a la alfabetización y la formación artística y literaria de su alumnado, además de impulsar la cultura local. Además, preparó a su alumnado para el examen de la reválida de bachillerato en el instituto de Baeza.[cita requerida]
En 1973, se jubiló. Se trasladó a Úbeda junto a Reposo de Urquía, con la que convivió hasta su fallecimiento en 1978. La relación con Reposo de Urquía estaba tan consolidada, que hasta los sobrinos de esta se referían a López Pastor como "Tita Nieves".

## Reconocimientos
En 1932, el artista Juan Luis Vasallo realizó un retrato escultórico de López Pastor, que fue expuesto en El Salón del Heraldo durante la primera muestro del grupo que se autodenimó Artistas de acción. En 1955, ganó el premio “Juan Valera” en Cabra, su localidad natal. En 1973, recibió un homenaje a su jubilación, como agradecimiento a su labor docente y cultural en Villanueva del Arzobispo.
En 1991, se creó una asociación cultural con su nombre. El 30 de abril de 1993, el ayuntamiento de Villanueva del Arzobispo, acordó denominar como "Licenciada Nieves López Pastor" una calle de dicha localidad jienense. En 1994, se inauguró también en Villanueva del Arzobispo, un instituto de educación secundaria con su nombre. 
Fue una de las mujeres incluidas en el trabajo de investigación de la Universidad de Sevilla, Andaluzas Ocultas. Medio siglo de mujeres intelectuales (1900-1950). En 2022, el artista urbano Alejandro Domínguez Rodríguez, ADORO, representó a López Pastor en un mural en Villanueva del Arzobispo, como reconocimiento a su labor como bibliotecaria durante las décadas de 1950 y 1960, que mejoró los hábitos de lectura y estudio de la juventud de la época.